# Silene koelzii
Silene koelzii är en nejlikväxtart som beskrevs av Karl Heinz Rechinger. Silene koelzii ingår i släktet glimmar, och familjen nejlikväxter. Inga underarter finns listade i Catalogue of Life.